# Palacio de la Escuela de Medicina

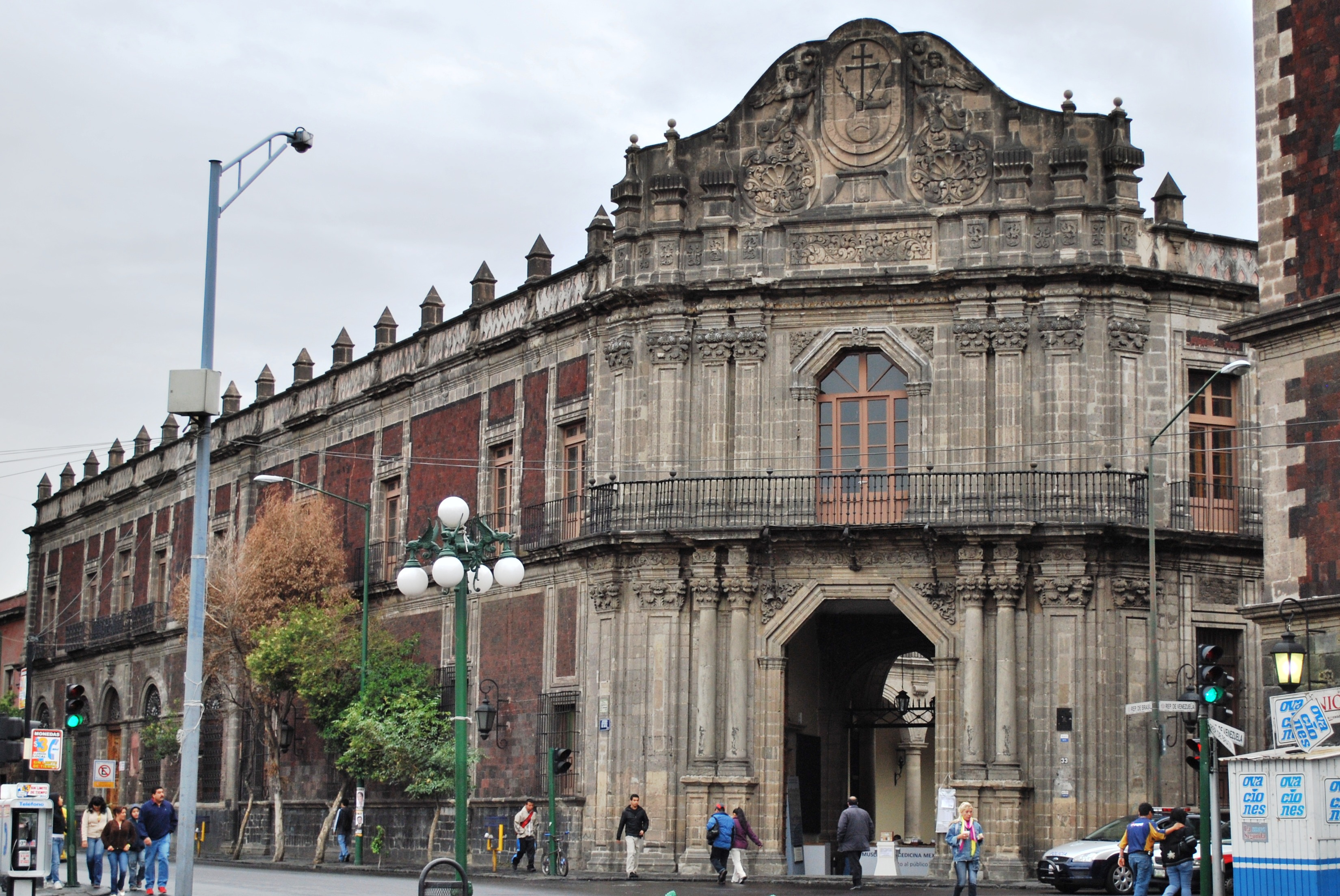
Fachada del edificio que muestra la esquina "cortada" hacia la Plaza de Santo Domingo

El Palacio de la Escuela de Medicina, también conocido como Antiguo Palacio de la Inquisición, se encuentra en la esquina de las calles República de Brasil y República de Venezuela en el Centro Histórico de la Ciudad de México. Si bien ninguna de las partes del edificio se encuentra frente a la Plaza de Santo Domingo, ya que se encuentra en la esquina, una esquina está recortada para permitir que una de sus caras se encuentre en esa dirección. Su larga asociación con la Inquisición, que terminó durante la guerra de Independencia de México, hizo difícil que fuera utilizada para otros fines.  Sin embargo, con el tiempo se convirtió en la Escuela de Medicina de la Universidad Nacional Autónoma de México (UNAM). Cuando la UNAM se trasladó a Ciudad Universitaria en la década de 1950, la institución retuvo la propiedad de este edificio, con el tiempo la estructura se convirtió en lo que es hoy el Museo de Medicina de México.

## Descripción

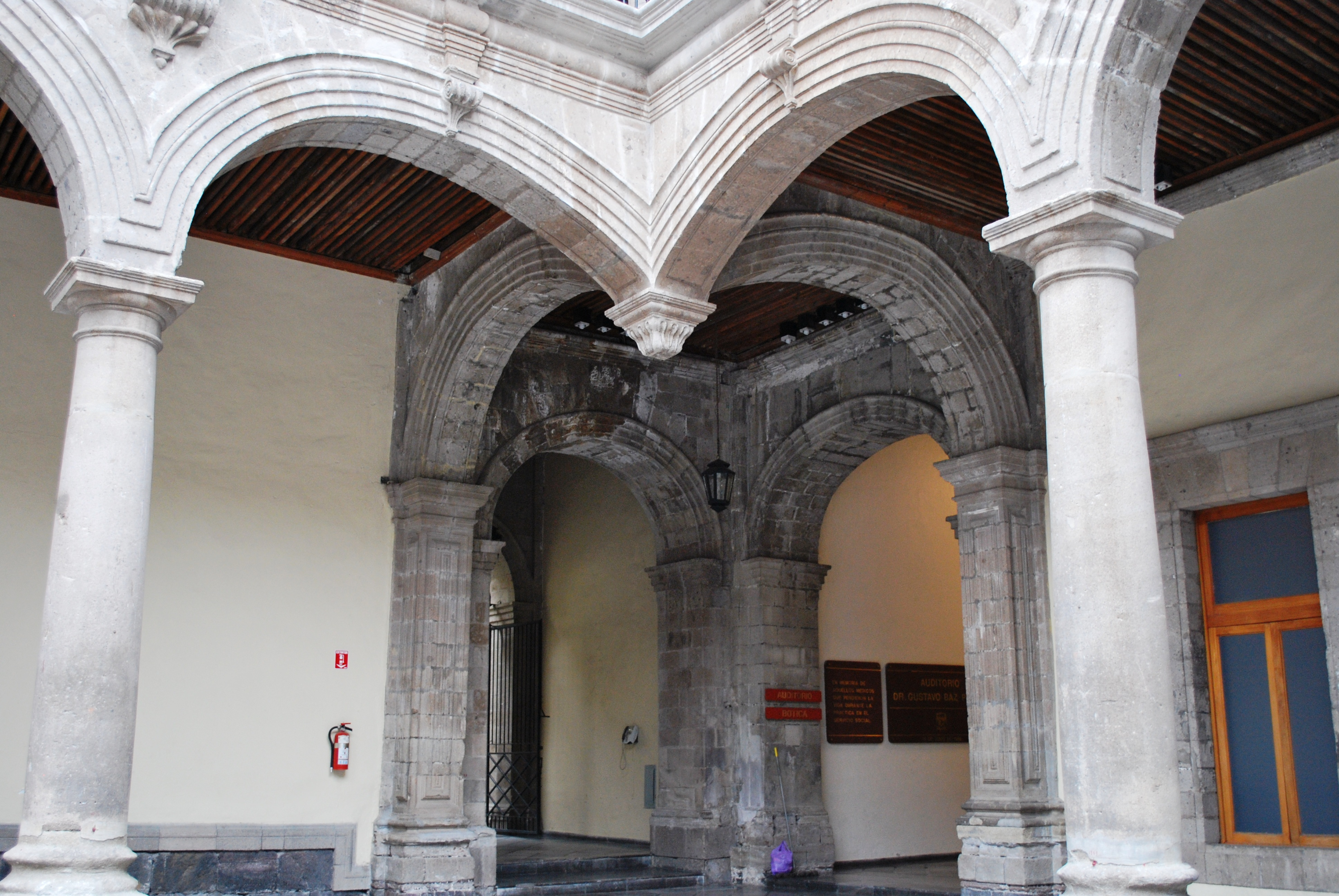
Uno de los "arcos colgantes"

Al igual que muchos otros edificios en el centro histórico, la fachada está cubierta de tezontle (piedra porosa de un rojo sangre volcánica), con ventanas y puertas enmarcadas con chiluca (una piedra de color blanco grisáceo), pero el edificio tiene dos principales características notables. La primera es que su portal principal se encuentra en la esquina suroeste, que está "cortada" con el fin de hacer frente a la plaza de Santo Domingo. Arrieta fue responsable de esta idea, una innovación en el Virreinato de la Nueva España. Con este diseño, no sólo el edificio frente a la plaza, sino también sus dos calles laterales llevarían a su puerta. Su idea fue declarada inicialmente innovadora y hermosa. La otra característica es el patio. Los arcos en los cuatro puntos cardinales no descansan en columnas, pero parecen colgar del techo. De hecho, se cruzan los arcos que se apoyan en pilares adosados a las paredes y las primeras columnas de cada lado.

## Inquisición en la Nueva España
Casi desde el inicio de la época virreinal hasta la guerra de independencia de México, este lugar fue la sede de la Santa Inquisición en el Virreinato de la Nueva España. Si bien el Tribunal de la Santa Inquisición no se estableció plenamente sino hasta 1571, el primer clérigo con funciones inquisitoriales fue Martín de Valencia, que llegó a la Nueva España en 1524. La Santa Sede delegó los cargos de la Santa Inquisición a los frailes de la Orden de santo Domingo, quienes llegaron en 1526, y construyeron un monasterio en el área ocupada por el actual Palacio y la Iglesia de Santo Domingo. El primer Inquisidor General para el Virreinato Novohispano, Pedro Moya de Contreras, trabajó en la sección del monasterio donde se construiría el Palacio.
La Santa Inquisición se estableció oficialmente aquí, debido a una conspiración surgida en 1566 encabezada por Martín Cortés Zúñiga, hijo de Hernán Cortés, el cual deseaba que el nuevo Virreinato se independizara de España. El complot fue denunciado por Baltazar de Aguilar y Cervantes, lo que dio comienzo a los juicios inquisitoriales de aquellos hombres. Los acusados fueron objeto de tortura y penas severas, especialmente ante un magistrado de apellido Muñoz. Las primeras víctimas de esta serie de juicios fueron los hermanos Alonso y Gil González de Alvila Alvarado. A pesar de contar con la simpatía de los entonces ciudadanos y de los cronistas, se condenó a los dos hermanos. Su castigo fue la decapitación, y su casa, ubicada cerca del Templo Mayor, fue arrasada hasta los cimientos.
Entre los juicios que la Santa Inquisición realizó, se sabe de algunos muy famosos de aquellos tiempos, como el de la persecución de la familia Carbajal de reversión al judaísmo o el caso de Martín Villavicencio, alias Martín Garatuza, que inspiró una de las novelas mexicanas más conocidas del siglo XIX, Martín Garatuza, de Vicente Riva Palacio. Fray Servando Teresa de Mier pasó tiempo en esta cárcel; este tribunal también condenó a Miguel Hidalgo y Costilla a muerte, y lo excomulgó para poder ejecutarlo en 1811. Poco después, en 1821, la Inquisición se disolvió oficialmente en México. Según datos de la Enciclopedia de México (edición 2000), la Inquisición Mexicana ejecutó alrededor de 50 personas durante su existencia de más de 3 siglos.

## Historia arquitectónica
El edificio que se sitúa hoy en su lugar fue construido entre 1732 y 1736 por Pedro de Arrieta, Maestro Mayor de las Obras Materiales del Santo Oficio, que también trabajó en una serie de otros edificios significativos de la ciudad, como la Catedral Metropolitana de la Ciudad de México y la Iglesia de La Profesa. A pesar de que Arrieta era famoso por su trabajo, murió poco después de finalizar el Palacio de la Inquisición, por el que recibió un salario diario de dos pesos. Originalmente, Arrieta construyó un edificio de dos pisos, con un tercer piso añadido en el siglo XIX. La sede de la Inquisición, este edificio tenía salas de audición, salas de juicio, una cámara secreta, una cárcel y alojamiento para dos inquisidores. El palacio era conocido popularmente como la "Casa Chata." Esto se refiere a la esquina suroeste, que quedaba de frente a la plaza de Santo Domingo, que está aparentemente cortada o empujada hacia adentro. La sección de calabozos del Palacio era conocida como la cárcel de la perpetua, ya que pocos salían después de ser confinados.

## Historia post-Inquisición

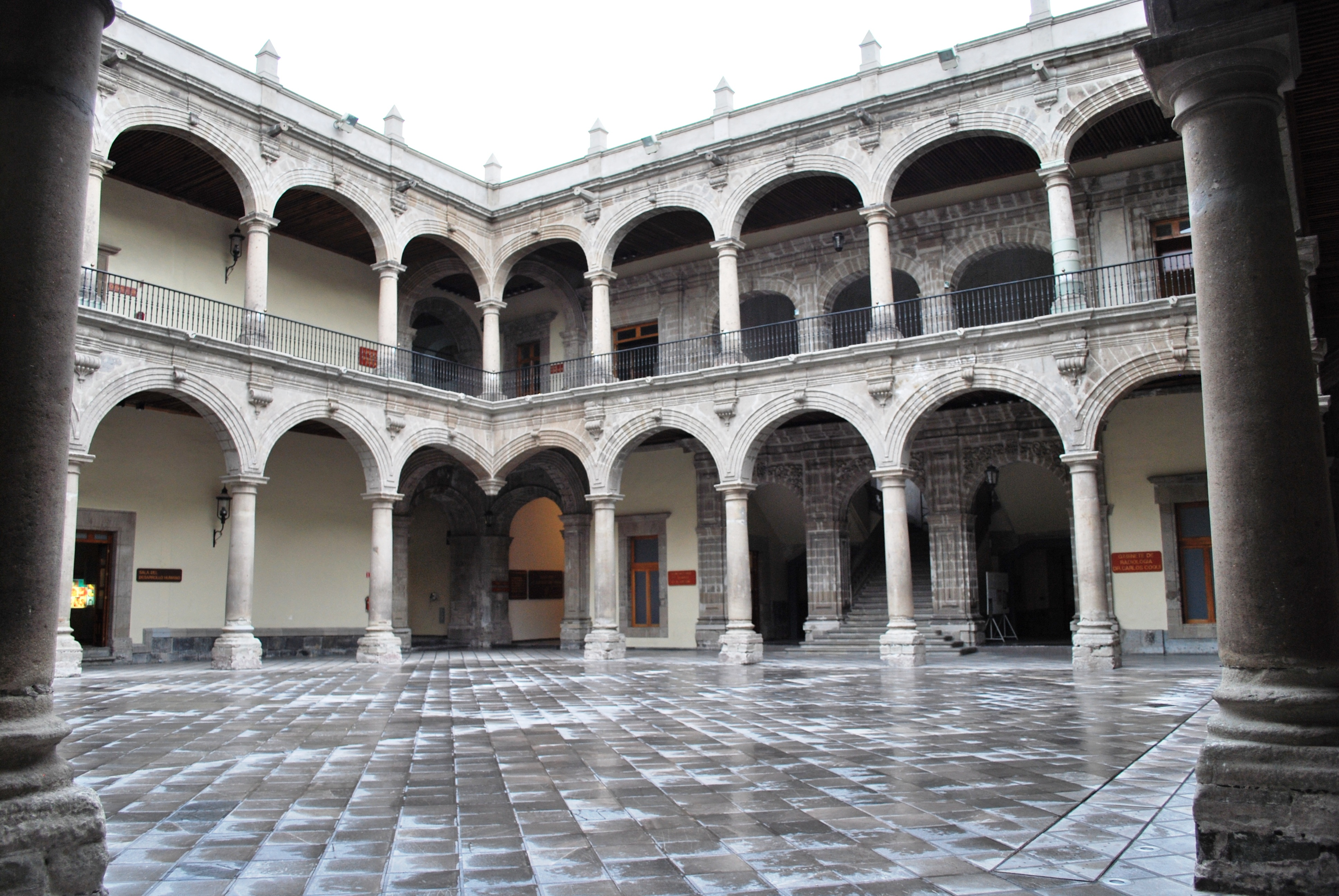
Patio principal

En 1838, tras el término de la Inquisición, se puso a la venta en subasta pública, pero nadie ofreció el precio mínimo. Finalmente, fue adquirida por el arzobispado. Más tarde, sirvió como oficinas de la lotería, una escuela primaria y un cuartel militar. En 1854, se vendió a la Escuela de Medicina, que en ese momento estaba ofreciendo clases en las casas de los profesores. Después de la compra, se realizaron una serie de cambios, y se creó un internado. Con el tiempo, se convertiría en la escuela de medicina y enfermería de la Universidad Nacional de México (hoy en día, Universidad Nacional Autónoma de México). En 1873, en la desesperación de un amor no correspondido, el poeta romántico Manuel Acuña se suicidó con veneno en una de las habitaciones. En 1879, después de la modificación, la antigua capilla se convirtió en la Academia de Medicina, y se añadió una tercera planta, que dio como resultado la eliminación de la cresta que tenía el escudo de armas de la Inquisición.
Cuando todas las facultades de la UNAM, entre ellas la Facultad de Medicina, se trasladaron a la Ciudad Universitaria en la década de 1950, el palacio estaba en tan mal estado que varios de sus arcos estaban en peligro de caer al suelo. Los trabajos de restauración se iniciaron poco después y se terminaron en 1980. En 1982, el edificio que una vez fue la prisión se reintegró al complejo principal, y desde entonces ha sido utilizado como un teatro y salón para dar cabida a las conferencias de los profesores visitantes. Siendo así, que el 22 de diciembre de 1980 se inauguró el Museo de la Medicina Mexicana. 

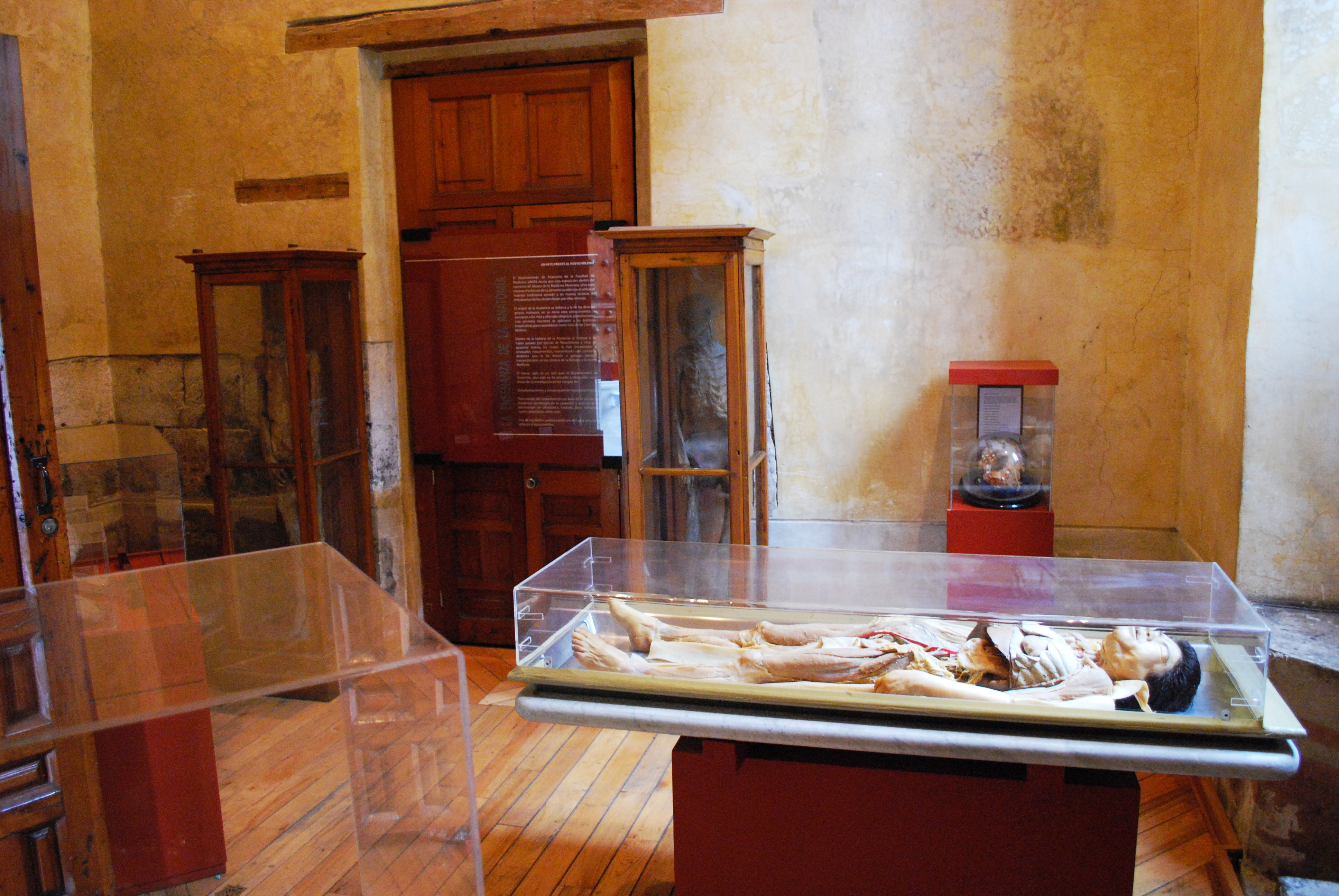
Primera sala de exposiciones del museo

Hoy en día, el edificio todavía pertenece a la UNAM, y alberga a la Biblioteca Dr. Nicolás León, al Departamento de Historia y Filosofía de la Medicina, al archivo histórico de la Facultad de Medicina y al Museo de Medicina Mexicana. Este museo se diseñó para preservar la historia de la medicina en México, así como la promoción de los valores asociados a este campo. También se considera que es una manera de conservar una de las propiedades que la UNAM todavía posee en el Centro Histórico de la Ciudad de México. El museo cuenta con 24 habitaciones que cubren la historia de la medicina en este país desde la época prehispánica hasta el siglo XX. Entre sus colecciones, hay una sala dedicada a la medicina herbolaria indígena, varias salas dedicadas a los equipos y máquinas médicas antiguas, una sala sobre el desarrollo humano y una colección de figuras de cera usados para la enseñanza de la patología (el estudio de las enfermedades).

## Exposiciones permanentes

### Sala de Anatomía
Busca dar cuenta de la compleja relación que se ha dado entre los médicos, los cirujanos y el cuerpo de los siglos XVIII y XIX. A través de ella se estudia el cuerpo humano y sus características. 

### Sala Botica
Recrea la botica de Dr. Manuel Esesarte, la cual se ubicó en la ciudad de Oaxaca a finales del siglo XIX e incluye mobiliario y utensilios de la época. 

### Sala de Ceras
Exhibe muestras de piezas realizadas en cera que utilizaban los estudiantes de medicina del siglo XIX para sus estudios y prácticas profesionales, las cuales servían para mostrar a los alumnos las características de dichas patologías. 

### Sala de Cirugía Reconstructiva
Expone piezas que muestran la historia y desarrollo de la cirugía reconstructiva, desde el siglo XVI hasta la fecha, enfocándose en los avances y logros obtenidos en México en esta disciplina.

### Sala de Embriología
Exhibe muestras de fetos humanos en diferentes estados de crecimiento. Es una de las salas más concurridas del museo, en especial por estudiantes de secundaria y preparatoria. En dicha sala puedes apreciar el crecimiento del feto durante los 9 meses desde la semana 1 hasta la semana 40

### Sala de Herbolaria
Muestra la evolución y uso de las hierbas medicinales dentro de México, así como la gran diversidad biológica que el país tiene referente a este tema. Las aportaciones a la rama médica, que van desde el mundo prehispánico hasta la actualidad. 

### Sala de Histología
Esta sala posee una colección de microscopios que muestran el uso y evolución de estos instrumentos desde su creación hasta la fecha, van desde los más sencillos y antiguos hasta los de complejidad electrónica de la actualidad. 

### Sala de Medicina Prehispánica
Muestra la forma en cómo las culturas prehispánicas se consideraba la enfermedad y posee en exhibición diferentes piezas que datan de los periodos Clásico y Clásico-Tardío.

### Sala de Oftalmología
Presenta información, instrumental y equipo que utiliza esta disciplina médica, dando énfasis al origen y evolución de su desarrollo en México. 

### Sala de Otorrinolaringología
Creada en 1998 con la colaboración de la Sociedad Mexicana de Otorrinolaringología y Cirugía de Cabeza y Cuello y el Museo de la Medicina Mexicana de la UNAM, esta sala presenta instrumentos y equipos que se utilizaban en la exploración clínica y en los procedimientos quirúrgicos empleados por los pioneros de la especialidad. 

### Inquisición en la Nueva España
Exhibe piezas que fueron parte de la historia de este recinto, así como un breve resumen de las actividades que aquí se realizaban.

### Jardín botánico
Muestra la historia de cómo se utilizaban los jardines de distintas órdenes mendicantes para crear y procurar diferentes plantas y hierbas que funcionaban como medicinas y remedios en la Nueva España.

### Pinacoteca Virreinal
Alberga pinturas religiosas y retratos de la época virreinal los cuales forman parte del patrimonio artístico de la Universidad Nacional Autónoma de México y del Museo Nacional de Historia (Castillo de Chapultepec) del Instituto Nacional de Antropología e Historia.

## Servicios educativos
Las visitas guiadas se llevan a cabo por medio de un grupo de jóvenes mediadores capacitados comprometidos en la educación de museos. Las visitas se adecúan al perfil de los siguientes públicos: la comunidad universitaria, primaria, secundaria, bachillerato y público en general. 
Se debe programar la visita con 15 días de antelación. Además el Palacio de la Escuela de Medicina cuenta con el programa de Voluntariado y Servicio Social para todas aquellas personas que lo deseen. 